# アブドルナーセル・ヘンマティー
アブドルナーセル・ヘンマティー（ペルシア語: عبدالناصر همتی、英語: Abdolnaser Hemmati、1956年4月9日 - ）は、イランの学者、政治家、経済学者で、かつてイラン中央銀行総裁を務めており、2018年から2021年まで在任していた。テヘラン大学経済学部准教授。

## 経歴
イラン・イスラム共和国放送副総裁（1989年～1994年）、イラン中央保険総裁（1994年～2006年、2016年～2018年）、スィーナー銀行頭取（2006年～2013年）、イラン国立銀行頭取（2013年～2016年）、イラン経済・財務省大臣（2024年～2025年）などを歴任。
2021年のイラン大統領選挙に立候補して、護憲評議会による審査で出馬を承認された7名の大統領候補のうちの一人となった。2021年6月18日に投票が行われたが、開票された2893万3004票のうちヘンマティーの得票数は約8.38％に相当する242万7201票に止まり、3位で落選した。